# Caseta de parallamps (Amposta)
La caseta de parallamps és un edifici d'Amposta inclòs a l'Inventari del Patrimoni Arquitectònic de Catalunya.

## Descripció
És el tipus de construcció que s'utilitza a tot el Delta de l'Ebre per recollir els llamps de les tempestes. És interessant com a tipologia, no pel valor de la construcció en si.
Té un únic cos senzill de planta quadrangular d'uns 4 metres d'alçada. Està tot fet de maó de pla emblanquinat sense arrebossar; la volta també és de maó. Té a la planta baixa una porta petita amb llinda i una finestreta a cada un dels costats, a un nivell superior (una d'elles actualment apareix tapiada). El parallamps es troba a la part superior de la volta. Es troba aïllada de qualsevol altra edificació, tenint només un aixopluc modern en forma de rafal adossat a un dels costats.

## Història
Aquests tipus de construccions es generalitzen al Delta el conreu de l'arròs es converteix en una activitat intensiva, i la zona presenta molta població de tipus temporal i bastant de permanent, Possiblement de la primera meitat del segle xx.